# Cryptoblepharus boutonii
Amphiglossus boutonii es una especie de escincomorfo de la familia Scincidae.
Es endémico de las Mascareñas.